# Rashad Evans

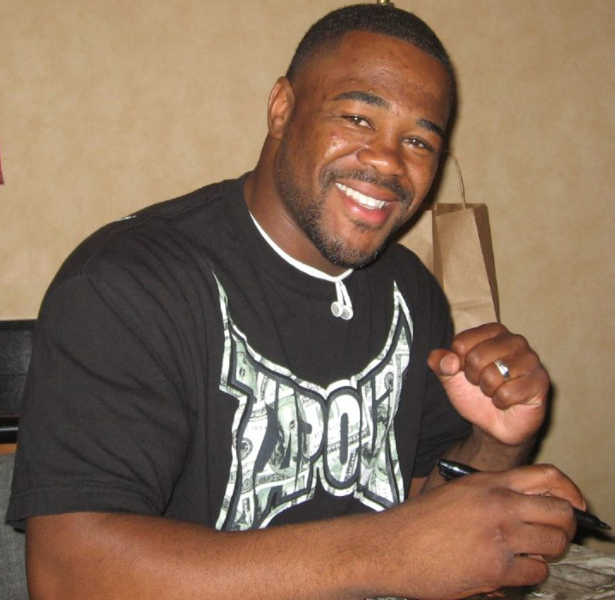
Rashad Anton Evans

Rashad Anton Evans (* 25. September 1979) ist ein US-amerikanischer Mixed-Martial-Arts-Kämpfer aus Lansing, Michigan.

## Leben und Kampfsportkarriere
Rashad Evans hat sieben Geschwister. Während seiner Highschoolzeit an der Niagara Wheatfield High School im Niagara County in New York war er zweimal All-State-Ringer. Nach dem Abschluss im Jahr 1998 ging er an das Niagara County Community College, wo er im Jahr 2000 die National Junior College-Meisterschaft im Ringen bis 165 lb (75 kg) gewann. Seine MMA-Karriere begann er 2004 mit Siegen in Dangerzone – Cage Fighting. Über Gladiator Challenge gelangte er 2005 zur Ultimate Fighting Championship, wo er die zweite Staffel von The Ultimate Fighter gewann. Im Dezember 2008 holte er sich von Forrest Griffin den UFC-Light-Heavyweight-Championship-Titel, verlor ihn aber wieder im darauf folgenden Kampf gegen Lyoto Machida. Danach siegte er gegen Thiago Silva und Quinton Jackson. Nach dem 29. Mai 2010 betrug seine Kampfbilanz 15 Siege, ein Unentschieden und eine Niederlage. Nach einem Punktsieg über Phil Davis kämpfte er im April 2012 noch einmal um die UFC-Krone, unterlag dabei Jon „Bones“ Jones jedoch deutlich nach Punkten. Auch in seinem nächsten Kampf musste er eine Niederlage hinnehmen. Obwohl er als großer Favorit  gehandelt wurde, verlor er gegen den Veteranen Antonio Rogerio Nogueira einstimmig nach Punkten.
An der 10. Staffel von The Ultimate Fighter nahm Evans als Coach teil.